# Incubo sulla strada
Incubo sulla strada (Road Rage) è un film per la televisione statunitense del 1999 diretto da Deran Sarafian, con Yasmine Bleeth in uno dei suoi ultimi ruoli.

## Trama
Mentre si sta recando al lavoro con la sua auto, la giovane Ellen Carson accosta casualmente la vettura di Eddie Madden, un uomo che ha perso il suo equilibrio mentale da quando ha un avuto un grave incidente stradale, in cui ha perso la sua famiglia. Per Ellen e la sua famiglia inizia un vero e proprio incubo.